# Afrikanska mästerskapet i fotboll 2013
Afrikanska mästerskapet i fotboll 2013 hölls i Sydafrika mellan 19 januari och 10 februari 2013 och var den 29:e upplagan av Afrikanska mästerskapet i fotboll, Afrikas fotbollsmästerskap (Caf). Från och med detta år hålls turneringen på udda år så att den inte krockar med fotbolls-VM.
Nigeria vann mästerskapet för tredje gången, efter en 1–0-vinst över Burkina Faso i finalen. Nigeria kvalificerade sig till Fifa Confederations Cup 2013 i Brasilien som representanter för CAF.

## Värdskap
I september 2006 presenterade CAF:s exekutiva kommitté värdarna för kommande tre mästerskap: Angola 2010, Ekvatorialguinea/Gabon 2012 och Libyen 2014 (därefter ändrat till 2013), med Nigeria som reservvärd om någon av arrangörerna skulle misslyckas att genomföra turneringen.
Fem länder fanns med i den slutliga omröstningen om att vara värd för turneringen 2013, varav en ansökning var delad mellan två länder.
- Angola
- Ekvatorialguinea /  Gabon
- Libyen
- Nigeria (reservvärd)

Andra länder som inte nådde slutomröstningen med sina ansökningar var:
- Benin /  Centralafrikanska republiken
- Botswana
- Marocko

Ansökningar från Moçambique, Namibia, Zimbabwe och Senegal blev inte godkända då de inte nådde målen på önskelistan. 
Ursprungligen vann Libyen rätten att vara värd för 2014 års turnering efter att ha besegrat Nigerias ansökning tillsammans med ansökningarna från Angola och Ekvatorialguinea/Gabon. Efter det har ett beslut tagits om att ändra till udda spelår för att inte krocka med VM, och Libyen har på grund av interna oroligheter bytt spelår med Sydafrika som 2011 tilldelades 2017 års mästerskap vilket gör att Sydafrika var värdland 2013.

## Kvalificerade nationer
- Algeriet
- Angola
- Burkina Faso
- Elfenbenskusten
- Etiopien
- Ghana
- Kap Verde
- Kongo-Kinshasa
- Mali
- Marocko
- Niger
- Nigeria
- Sydafrika (värdnation)
- Togo
- Tunisien
- Zambia

## Gruppspel

### Grupp A
| Nr | Lag       | S | V | O | F | GM | IM | MS | P |
| -- | --------- | - | - | - | - | -- | -- | -- | - |
| 1  | Sydafrika | 3 | 1 | 2 | 0 | 4  | 2  | +2 | 5 |
| 2  | Kap Verde | 3 | 1 | 2 | 0 | 3  | 2  | +1 | 5 |
| 3  | Marocko   | 3 | 0 | 3 | 0 | 3  | 3  | 0  | 3 |
| 4  | Angola    | 3 | 0 | 1 | 2 | 1  | 4  | −3 | 1 |

| 1           | 19 januari 2013 | Sydafrika | 0 – 0   | Kap Verde | FNB Stadium | |
| 18:00 UTC+2 | 18:00 UTC+2     |           | Rapport |           | Johannesburg Publik: 50 000<refname="espn2 013afcon">{{webbref\|url=http://soccernet.espn.go.com/results/_/league/caf.nations/african-nations-cup?cc=5 739\|titel=2 013AfricanNationsCupFixturesandResults\|verk=ESPNSoccernet\|hämtdatum=23januari2 013\|arkivurl=https://web.archive.org/web/20 130 203 223 127/http://soccernet.espn.go.com/results/_/league/caf.nations/african-nations-cup?cc=5 739\|arkivdatum=3februari2 013}}</ref> Domare: Djamel Haimoudi (Algeriet) | Johannesburg Publik: 50 000<refname="espn2 013afcon">{{webbref\|url=http://soccernet.espn.go.com/results/_/league/caf.nations/african-nations-cup?cc=5 739\|titel=2 013AfricanNationsCupFixturesandResults\|verk=ESPNSoccernet\|hämtdatum=23januari2 013\|arkivurl=https://web.archive.org/web/20 130 203 223 127/http://soccernet.espn.go.com/results/_/league/caf.nations/african-nations-cup?cc=5 739\|arkivdatum=3februari2 013}}</ref> Domare: Djamel Haimoudi (Algeriet) |
| 18:00 UTC+2 | 18:00 UTC+2     |           |         |           | Johannesburg Publik: 50 000<refname="espn2 013afcon">{{webbref\|url=http://soccernet.espn.go.com/results/_/league/caf.nations/african-nations-cup?cc=5 739\|titel=2 013AfricanNationsCupFixturesandResults\|verk=ESPNSoccernet\|hämtdatum=23januari2 013\|arkivurl=https://web.archive.org/web/20 130 203 223 127/http://soccernet.espn.go.com/results/_/league/caf.nations/african-nations-cup?cc=5 739\|arkivdatum=3februari2 013}}</ref> Domare: Djamel Haimoudi (Algeriet) | Johannesburg Publik: 50 000<refname="espn2 013afcon">{{webbref\|url=http://soccernet.espn.go.com/results/_/league/caf.nations/african-nations-cup?cc=5 739\|titel=2 013AfricanNationsCupFixturesandResults\|verk=ESPNSoccernet\|hämtdatum=23januari2 013\|arkivurl=https://web.archive.org/web/20 130 203 223 127/http://soccernet.espn.go.com/results/_/league/caf.nations/african-nations-cup?cc=5 739\|arkivdatum=3februari2 013}}</ref> Domare: Djamel Haimoudi (Algeriet) |
| 18:00 UTC+2 | 18:00 UTC+2     |           |         |           | Johannesburg Publik: 50 000<refname="espn2 013afcon">{{webbref\|url=http://soccernet.espn.go.com/results/_/league/caf.nations/african-nations-cup?cc=5 739\|titel=2 013AfricanNationsCupFixturesandResults\|verk=ESPNSoccernet\|hämtdatum=23januari2 013\|arkivurl=https://web.archive.org/web/20 130 203 223 127/http://soccernet.espn.go.com/results/_/league/caf.nations/african-nations-cup?cc=5 739\|arkivdatum=3februari2 013}}</ref> Domare: Djamel Haimoudi (Algeriet) | Johannesburg Publik: 50 000<refname="espn2 013afcon">{{webbref\|url=http://soccernet.espn.go.com/results/_/league/caf.nations/african-nations-cup?cc=5 739\|titel=2 013AfricanNationsCupFixturesandResults\|verk=ESPNSoccernet\|hämtdatum=23januari2 013\|arkivurl=https://web.archive.org/web/20 130 203 223 127/http://soccernet.espn.go.com/results/_/league/caf.nations/african-nations-cup?cc=5 739\|arkivdatum=3februari2 013}}</ref> Domare: Djamel Haimoudi (Algeriet) |

| 2           | 19 januari 2013 | Angola | 0 – 0   | Marocko | FNB Stadium                                                                            |                                                                                        |
| 21:00 UTC+2 | 21:00 UTC+2     |        | Rapport |         | Johannesburg Publik: 25 000<refname="espn2 013afcon"/> Domare: Badara Diatta (Senegal) | Johannesburg Publik: 25 000<refname="espn2 013afcon"/> Domare: Badara Diatta (Senegal) |
| 21:00 UTC+2 | 21:00 UTC+2     |        |         |         | Johannesburg Publik: 25 000<refname="espn2 013afcon"/> Domare: Badara Diatta (Senegal) | Johannesburg Publik: 25 000<refname="espn2 013afcon"/> Domare: Badara Diatta (Senegal) |
| 21:00 UTC+2 | 21:00 UTC+2     |        |         |         | Johannesburg Publik: 25 000<refname="espn2 013afcon"/> Domare: Badara Diatta (Senegal) | Johannesburg Publik: 25 000<refname="espn2 013afcon"/> Domare: Badara Diatta (Senegal) |

| 9           | 23 januari 2013 | Sydafrika                                     | 2 – 0           | Angola | Moses Mabhida Stadium                                                           |                                                                                 |
| 17:00 UTC+2 | 17:00 UTC+2     | Siyabonga Sangweni 30′ Lehlohonolo Majoro 62′ | (1 – 0) Rapport |        | Durban Publik: 40 000<refname="espn2 013afcon"/> Domare: Koman Coulibaly (Mali) | Durban Publik: 40 000<refname="espn2 013afcon"/> Domare: Koman Coulibaly (Mali) |
| 17:00 UTC+2 | 17:00 UTC+2     |                                               |                 |        | Durban Publik: 40 000<refname="espn2 013afcon"/> Domare: Koman Coulibaly (Mali) | Durban Publik: 40 000<refname="espn2 013afcon"/> Domare: Koman Coulibaly (Mali) |
| 17:00 UTC+2 | 17:00 UTC+2     |                                               |                 |        | Durban Publik: 40 000<refname="espn2 013afcon"/> Domare: Koman Coulibaly (Mali) | Durban Publik: 40 000<refname="espn2 013afcon"/> Domare: Koman Coulibaly (Mali) |

| 10          | 23 januari 2013 | Marocko              | 1 – 1           | Kap Verde                     | Moses Mabhida Stadium                                                           |                                                                                 |
| 20:00 UTC+2 | 20:00 UTC+2     | Youssef El-Arabi 78′ | (1 – 0) Rapport | 36′ Luís Carlos Almada Soares | Durban Publik: 25 000<refname="espn2 013afcon"/> Domare: Janny Sikazwe (Zambia) | Durban Publik: 25 000<refname="espn2 013afcon"/> Domare: Janny Sikazwe (Zambia) |
| 20:00 UTC+2 | 20:00 UTC+2     |                      |                 |                               | Durban Publik: 25 000<refname="espn2 013afcon"/> Domare: Janny Sikazwe (Zambia) | Durban Publik: 25 000<refname="espn2 013afcon"/> Domare: Janny Sikazwe (Zambia) |
| 20:00 UTC+2 | 20:00 UTC+2     |                      |                 |                               | Durban Publik: 25 000<refname="espn2 013afcon"/> Domare: Janny Sikazwe (Zambia) | Durban Publik: 25 000<refname="espn2 013afcon"/> Domare: Janny Sikazwe (Zambia) |

| 17          | 27 januari 2013 | Marocko                                 | 2 – 2           | Sydafrika                               | Moses Mabhida Stadium                                                            |                                                                                  |
| 19:00 UTC+2 | 19:00 UTC+2     | Issam El Adoua 10′ Abdelilah Hafidi 82′ | (1 – 0) Rapport | 71′ May Mahlangu 86′ Siyabonga Sangweni | Durban Publik: 45 000<refname="espn2 013afcon"/> Domare: Bakary Gassama (Gambia) | Durban Publik: 45 000<refname="espn2 013afcon"/> Domare: Bakary Gassama (Gambia) |
| 19:00 UTC+2 | 19:00 UTC+2     |                                         |                 |                                         | Durban Publik: 45 000<refname="espn2 013afcon"/> Domare: Bakary Gassama (Gambia) | Durban Publik: 45 000<refname="espn2 013afcon"/> Domare: Bakary Gassama (Gambia) |
| 19:00 UTC+2 | 19:00 UTC+2     |                                         |                 |                                         | Durban Publik: 45 000<refname="espn2 013afcon"/> Domare: Bakary Gassama (Gambia) | Durban Publik: 45 000<refname="espn2 013afcon"/> Domare: Bakary Gassama (Gambia) |

| 18          | 27 januari 2013 | Kap Verde                              | 2 – 1           | Angola                       | Nelson Mandela Bay Stadium                                                              |                                                                                         |
| 19:00 UTC+2 | 19:00 UTC+2     | Fernando Varela 81′ Héldon Ramos 90+1′ | (0 – 1) Rapport | 33′ (sjm.) Nando Maria Neves | Port Elizabeth Publik: 20 000<refname="espn2 013afcon"/> Domare: Slim Jedidi (Tunisien) | Port Elizabeth Publik: 20 000<refname="espn2 013afcon"/> Domare: Slim Jedidi (Tunisien) |
| 19:00 UTC+2 | 19:00 UTC+2     |                                        |                 |                              | Port Elizabeth Publik: 20 000<refname="espn2 013afcon"/> Domare: Slim Jedidi (Tunisien) | Port Elizabeth Publik: 20 000<refname="espn2 013afcon"/> Domare: Slim Jedidi (Tunisien) |
| 19:00 UTC+2 | 19:00 UTC+2     |                                        |                 |                              | Port Elizabeth Publik: 20 000<refname="espn2 013afcon"/> Domare: Slim Jedidi (Tunisien) | Port Elizabeth Publik: 20 000<refname="espn2 013afcon"/> Domare: Slim Jedidi (Tunisien) |

### Grupp B
| Nr | Lag            | S | V | O | F | GM | IM | MS | P |
| -- | -------------- | - | - | - | - | -- | -- | -- | - |
| 1  | Ghana          | 3 | 2 | 1 | 0 | 6  | 2  | +4 | 7 |
| 2  | Mali           | 3 | 1 | 1 | 1 | 2  | 2  | 0  | 4 |
| 3  | Kongo-Kinshasa | 3 | 0 | 3 | 0 | 3  | 3  | 0  | 3 |
| 4  | Niger          | 3 | 0 | 1 | 2 | 0  | 4  | −4 | 1 |

| 3           | 20 januari 2013 | Ghana                                         | 2 – 2           | Kongo-Kinshasa                                | Nelson Mandela Bay Stadium                                                                 |                                                                                            |
| 17:00 UTC+2 | 17:00 UTC+2     | Emmanuel Agyemang-Badu 40′ Kwadwo Asamoah 50′ | (1 – 0) Rapport | 53′ Trésor Mputu 68′ (str.) Dieumerci Mbokani | Port Elizabeth Publik: 7 000<refname="espn2 013afcon"/> Domare: Daniel Bennett (Sydafrika) | Port Elizabeth Publik: 7 000<refname="espn2 013afcon"/> Domare: Daniel Bennett (Sydafrika) |
| 17:00 UTC+2 | 17:00 UTC+2     |                                               |                 |                                               | Port Elizabeth Publik: 7 000<refname="espn2 013afcon"/> Domare: Daniel Bennett (Sydafrika) | Port Elizabeth Publik: 7 000<refname="espn2 013afcon"/> Domare: Daniel Bennett (Sydafrika) |
| 17:00 UTC+2 | 17:00 UTC+2     |                                               |                 |                                               | Port Elizabeth Publik: 7 000<refname="espn2 013afcon"/> Domare: Daniel Bennett (Sydafrika) | Port Elizabeth Publik: 7 000<refname="espn2 013afcon"/> Domare: Daniel Bennett (Sydafrika) |

| 4           | 20 januari 2013 | Mali             | 1 – 0           | Niger | Nelson Mandela Bay Stadium                                                              |                                                                                         |
| 20:00 UTC+2 | 20:00 UTC+2     | Seydou Keita 84′ | (0 – 0) Rapport |       | Port Elizabeth Publik: 20 000<refname="espn2 013afcon"/> Domare: Slim Jedidi (Tunisien) | Port Elizabeth Publik: 20 000<refname="espn2 013afcon"/> Domare: Slim Jedidi (Tunisien) |
| 20:00 UTC+2 | 20:00 UTC+2     |                  |                 |       | Port Elizabeth Publik: 20 000<refname="espn2 013afcon"/> Domare: Slim Jedidi (Tunisien) | Port Elizabeth Publik: 20 000<refname="espn2 013afcon"/> Domare: Slim Jedidi (Tunisien) |
| 20:00 UTC+2 | 20:00 UTC+2     |                  |                 |       | Port Elizabeth Publik: 20 000<refname="espn2 013afcon"/> Domare: Slim Jedidi (Tunisien) | Port Elizabeth Publik: 20 000<refname="espn2 013afcon"/> Domare: Slim Jedidi (Tunisien) |

| 11          | 24 januari 2013 | Ghana                     | 1 – 0           | Mali | Nelson Mandela Bay Stadium                                                                        |                                                                                                   |
| 17:00 UTC+2 | 17:00 UTC+2     | Wakaso Mubarak 38′ (str.) | (1 – 0) Rapport |      | Port Elizabeth Publik: 8 000<refname="espn2 013afcon"/> Domare: Noumandiez Doué (Elfenbenskusten) | Port Elizabeth Publik: 8 000<refname="espn2 013afcon"/> Domare: Noumandiez Doué (Elfenbenskusten) |
| 17:00 UTC+2 | 17:00 UTC+2     |                           |                 |      | Port Elizabeth Publik: 8 000<refname="espn2 013afcon"/> Domare: Noumandiez Doué (Elfenbenskusten) | Port Elizabeth Publik: 8 000<refname="espn2 013afcon"/> Domare: Noumandiez Doué (Elfenbenskusten) |
| 17:00 UTC+2 | 17:00 UTC+2     |                           |                 |      | Port Elizabeth Publik: 8 000<refname="espn2 013afcon"/> Domare: Noumandiez Doué (Elfenbenskusten) | Port Elizabeth Publik: 8 000<refname="espn2 013afcon"/> Domare: Noumandiez Doué (Elfenbenskusten) |

| 12          | 24 januari 2013 | Niger | 0 – 0   | Kongo-Kinshasa | Nelson Mandela Bay Stadium                                                                    |                                                                                               |
| 20:00 UTC+2 | 20:00 UTC+2     |       | Rapport |                | Port Elizabeth Publik: 12 000<refname="espn2 013afcon"/> Domare: Bouchaib El-Ahrach (Marocko) | Port Elizabeth Publik: 12 000<refname="espn2 013afcon"/> Domare: Bouchaib El-Ahrach (Marocko) |
| 20:00 UTC+2 | 20:00 UTC+2     |       |         |                | Port Elizabeth Publik: 12 000<refname="espn2 013afcon"/> Domare: Bouchaib El-Ahrach (Marocko) | Port Elizabeth Publik: 12 000<refname="espn2 013afcon"/> Domare: Bouchaib El-Ahrach (Marocko) |
| 20:00 UTC+2 | 20:00 UTC+2     |       |         |                | Port Elizabeth Publik: 12 000<refname="espn2 013afcon"/> Domare: Bouchaib El-Ahrach (Marocko) | Port Elizabeth Publik: 12 000<refname="espn2 013afcon"/> Domare: Bouchaib El-Ahrach (Marocko) |

| 19    | 28 januari 2013 | Niger | 0 – 3           | Ghana                                            | Nelson Mandela Bay Stadium                                                               |                                                                                          |
| UTC+2 | UTC+2           |       | (0 – 2) Rapport | 6′ Asamoah Gyan 23′ Christian Atsu 49′ John Boye | Port Elizabeth Publik: 10 000<refname="espn2 013afcon"/> Domare: Badara Diatta (Senegal) | Port Elizabeth Publik: 10 000<refname="espn2 013afcon"/> Domare: Badara Diatta (Senegal) |
| UTC+2 | UTC+2           |       |                 |                                                  | Port Elizabeth Publik: 10 000<refname="espn2 013afcon"/> Domare: Badara Diatta (Senegal) | Port Elizabeth Publik: 10 000<refname="espn2 013afcon"/> Domare: Badara Diatta (Senegal) |
| UTC+2 | UTC+2           |       |                 |                                                  | Port Elizabeth Publik: 10 000<refname="espn2 013afcon"/> Domare: Badara Diatta (Senegal) | Port Elizabeth Publik: 10 000<refname="espn2 013afcon"/> Domare: Badara Diatta (Senegal) |

| 20          | 28 januari 2013 | Kongo-Kinshasa              | 1 – 1           | Mali                | Moses Mabhida Stadium                                                              |                                                                                    |
| 19:00 UTC+2 | 19:00 UTC+2     | Dieumerci Mbokani 3′ (str.) | (1 – 1) Rapport | 15′ Mamadou Samassa | Durban Publik: 8 000<refname="espn2 013afcon"/> Domare: Djamel Haimoudi (Algeriet) | Durban Publik: 8 000<refname="espn2 013afcon"/> Domare: Djamel Haimoudi (Algeriet) |
| 19:00 UTC+2 | 19:00 UTC+2     |                             |                 |                     | Durban Publik: 8 000<refname="espn2 013afcon"/> Domare: Djamel Haimoudi (Algeriet) | Durban Publik: 8 000<refname="espn2 013afcon"/> Domare: Djamel Haimoudi (Algeriet) |
| 19:00 UTC+2 | 19:00 UTC+2     |                             |                 |                     | Durban Publik: 8 000<refname="espn2 013afcon"/> Domare: Djamel Haimoudi (Algeriet) | Durban Publik: 8 000<refname="espn2 013afcon"/> Domare: Djamel Haimoudi (Algeriet) |

### Grupp C
| Nr | Lag          | S | V | O | F | GM | IM | MS | P |
| -- | ------------ | - | - | - | - | -- | -- | -- | - |
| 1  | Burkina Faso | 3 | 1 | 2 | 0 | 5  | 1  | +4 | 5 |
| 2  | Nigeria      | 3 | 1 | 2 | 0 | 4  | 2  | +2 | 5 |
| 3  | Zambia       | 3 | 0 | 3 | 0 | 2  | 2  | 0  | 3 |
| 4  | Etiopien     | 3 | 0 | 1 | 2 | 1  | 7  | −6 | 1 |

| 5           | 21 januari 2013 | Zambia                | 1 – 1           | Etiopien        | Mbombela Stadium                                                                       |                                                                                        |
| 17:00 UTC+2 | 17:00 UTC+2     | Collins Mbesuma 45+3′ | (1 – 0) Rapport | 65′ Adane Girma | Nelspruit Publik: 10 000<refname="espn2 013afcon"/> Domare: Eric Otogo-Castane (Gabon) | Nelspruit Publik: 10 000<refname="espn2 013afcon"/> Domare: Eric Otogo-Castane (Gabon) |
| 17:00 UTC+2 | 17:00 UTC+2     |                       |                 |                 | Nelspruit Publik: 10 000<refname="espn2 013afcon"/> Domare: Eric Otogo-Castane (Gabon) | Nelspruit Publik: 10 000<refname="espn2 013afcon"/> Domare: Eric Otogo-Castane (Gabon) |
| 17:00 UTC+2 | 17:00 UTC+2     |                       |                 |                 | Nelspruit Publik: 10 000<refname="espn2 013afcon"/> Domare: Eric Otogo-Castane (Gabon) | Nelspruit Publik: 10 000<refname="espn2 013afcon"/> Domare: Eric Otogo-Castane (Gabon) |

| 6           | 21 januari 2013 | Nigeria              | 1 – 1           | Burkina Faso       | Mbombela Stadium                                                                      |                                                                                       |
| 20:00 UTC+2 | 20:00 UTC+2     | Emmanuel Emenike 23′ | (1 – 0) Rapport | 90+4′ Alain Traoré | Nelspruit Publik: 8 500<refname="espn2 013afcon"/> Domare: Mohamed Benouza (Algeriet) | Nelspruit Publik: 8 500<refname="espn2 013afcon"/> Domare: Mohamed Benouza (Algeriet) |
| 20:00 UTC+2 | 20:00 UTC+2     |                      |                 |                    | Nelspruit Publik: 8 500<refname="espn2 013afcon"/> Domare: Mohamed Benouza (Algeriet) | Nelspruit Publik: 8 500<refname="espn2 013afcon"/> Domare: Mohamed Benouza (Algeriet) |
| 20:00 UTC+2 | 20:00 UTC+2     |                      |                 |                    | Nelspruit Publik: 8 500<refname="espn2 013afcon"/> Domare: Mohamed Benouza (Algeriet) | Nelspruit Publik: 8 500<refname="espn2 013afcon"/> Domare: Mohamed Benouza (Algeriet) |

| 13          | 25 januari 2013 | Zambia                    | 1 – 1           | Nigeria              | Mbombela Stadium                                                                   |                                                                                    |
| 17:00 UTC+2 | 17:00 UTC+2     | Kennedy Mweene 85′ (str.) | (0 – 0) Rapport | 57′ Emmanuel Emenike | Nelspruit Publik: 25 000<refname="espn2 013afcon"/> Domare: Gehad Grisha (Egypten) | Nelspruit Publik: 25 000<refname="espn2 013afcon"/> Domare: Gehad Grisha (Egypten) |
| 17:00 UTC+2 | 17:00 UTC+2     |                           |                 |                      | Nelspruit Publik: 25 000<refname="espn2 013afcon"/> Domare: Gehad Grisha (Egypten) | Nelspruit Publik: 25 000<refname="espn2 013afcon"/> Domare: Gehad Grisha (Egypten) |
| 17:00 UTC+2 | 17:00 UTC+2     |                           |                 |                      | Nelspruit Publik: 25 000<refname="espn2 013afcon"/> Domare: Gehad Grisha (Egypten) | Nelspruit Publik: 25 000<refname="espn2 013afcon"/> Domare: Gehad Grisha (Egypten) |

| 14          | 25 januari 2013 | Burkina Faso                                                      | 4 – 0           | Etiopien | Mbombela Stadium                                                                           |                                                                                            |
| 20:00 UTC+2 | 20:00 UTC+2     | Alain Traoré 34′, 74′ Djakaridja Koné 79′ Jonathan Pitroipa 90+5′ | (1 – 0) Rapport |          | Nelspruit Publik: 35 000<refname="espn2 013afcon"/> Domare: Bernard Camille (Seychellerna) | Nelspruit Publik: 35 000<refname="espn2 013afcon"/> Domare: Bernard Camille (Seychellerna) |
| 20:00 UTC+2 | 20:00 UTC+2     |                                                                   |                 |          | Nelspruit Publik: 35 000<refname="espn2 013afcon"/> Domare: Bernard Camille (Seychellerna) | Nelspruit Publik: 35 000<refname="espn2 013afcon"/> Domare: Bernard Camille (Seychellerna) |
| 20:00 UTC+2 | 20:00 UTC+2     |                                                                   |                 |          | Nelspruit Publik: 35 000<refname="espn2 013afcon"/> Domare: Bernard Camille (Seychellerna) | Nelspruit Publik: 35 000<refname="espn2 013afcon"/> Domare: Bernard Camille (Seychellerna) |

| 21          | 29 januari 2013 | Burkina Faso | 0 – 0   | Zambia | Mbombela Stadium                                                                  |                                                                                   |
| 19:00 UTC+2 | 19:00 UTC+2     |              | Rapport |        | Nelspruit Publik: 8 000<refname="espn2 013afcon"/> Domare: Néant Alioum (Kamerun) | Nelspruit Publik: 8 000<refname="espn2 013afcon"/> Domare: Néant Alioum (Kamerun) |
| 19:00 UTC+2 | 19:00 UTC+2     |              |         |        | Nelspruit Publik: 8 000<refname="espn2 013afcon"/> Domare: Néant Alioum (Kamerun) | Nelspruit Publik: 8 000<refname="espn2 013afcon"/> Domare: Néant Alioum (Kamerun) |
| 19:00 UTC+2 | 19:00 UTC+2     |              |         |        | Nelspruit Publik: 8 000<refname="espn2 013afcon"/> Domare: Néant Alioum (Kamerun) | Nelspruit Publik: 8 000<refname="espn2 013afcon"/> Domare: Néant Alioum (Kamerun) |

| 22          | 29 januari 2013 | Etiopien | 0 – 2           | Nigeria                             | Royal Bafokeng Stadium                                                                    |                                                                                           |
| 19:00 UTC+2 | 19:00 UTC+2     |          | (0 – 2) Rapport | 80′ (str.), 90′ (str.) Victor Moses | Rustenburg Publik: 15 000<refname="espn2 013afcon"/> Domare: Bouchaib El-Ahrach (Marocko) | Rustenburg Publik: 15 000<refname="espn2 013afcon"/> Domare: Bouchaib El-Ahrach (Marocko) |
| 19:00 UTC+2 | 19:00 UTC+2     |          |                 |                                     | Rustenburg Publik: 15 000<refname="espn2 013afcon"/> Domare: Bouchaib El-Ahrach (Marocko) | Rustenburg Publik: 15 000<refname="espn2 013afcon"/> Domare: Bouchaib El-Ahrach (Marocko) |
| 19:00 UTC+2 | 19:00 UTC+2     |          |                 |                                     | Rustenburg Publik: 15 000<refname="espn2 013afcon"/> Domare: Bouchaib El-Ahrach (Marocko) | Rustenburg Publik: 15 000<refname="espn2 013afcon"/> Domare: Bouchaib El-Ahrach (Marocko) |

### Grupp D
| Nr | Lag             | S | V | O | F | GM | IM | MS | P |
| -- | --------------- | - | - | - | - | -- | -- | -- | - |
| 1  | Elfenbenskusten | 3 | 2 | 1 | 0 | 7  | 3  | +4 | 7 |
| 2  | Togo            | 3 | 1 | 1 | 1 | 4  | 3  | +1 | 4 |
| 3  | Tunisien        | 3 | 1 | 1 | 1 | 2  | 4  | −2 | 4 |
| 4  | Algeriet        | 3 | 0 | 1 | 2 | 2  | 5  | −3 | 1 |

| 7           | 22 januari 2013 | Elfenbenskusten            | 2 – 1   | Togo                 | Royal Bafokeng Stadium                                                             |                                                                                    |
| 17:00 UTC+2 | 17:00 UTC+2     | Yaya Touré 8′ Gervinho 88′ | Rapport | 45+2′ Jonathan Ayité | Rustenburg Publik: 2 000<refname="espn2 013afcon"/> Domare: Néant Alioum (Kamerun) | Rustenburg Publik: 2 000<refname="espn2 013afcon"/> Domare: Néant Alioum (Kamerun) |
| 17:00 UTC+2 | 17:00 UTC+2     |                            |         |                      | Rustenburg Publik: 2 000<refname="espn2 013afcon"/> Domare: Néant Alioum (Kamerun) | Rustenburg Publik: 2 000<refname="espn2 013afcon"/> Domare: Néant Alioum (Kamerun) |
| 17:00 UTC+2 | 17:00 UTC+2     |                            |         |                      | Rustenburg Publik: 2 000<refname="espn2 013afcon"/> Domare: Néant Alioum (Kamerun) | Rustenburg Publik: 2 000<refname="espn2 013afcon"/> Domare: Néant Alioum (Kamerun) |

| 8           | 22 januari 2013 | Tunisien           | 1 – 0           | Algeriet | Royal Bafokeng Stadium                                                              |                                                                                     |
| 20:00 UTC+2 | 20:00 UTC+2     | Youssef Msakni 90′ | (0 – 0) Rapport |          | Rustenburg Publik: 8 000<refname="espn2 013afcon"/> Domare: Bakary Gassama (Gambia) | Rustenburg Publik: 8 000<refname="espn2 013afcon"/> Domare: Bakary Gassama (Gambia) |
| 20:00 UTC+2 | 20:00 UTC+2     |                    |                 |          | Rustenburg Publik: 8 000<refname="espn2 013afcon"/> Domare: Bakary Gassama (Gambia) | Rustenburg Publik: 8 000<refname="espn2 013afcon"/> Domare: Bakary Gassama (Gambia) |
| 20:00 UTC+2 | 20:00 UTC+2     |                    |                 |          | Rustenburg Publik: 8 000<refname="espn2 013afcon"/> Domare: Bakary Gassama (Gambia) | Rustenburg Publik: 8 000<refname="espn2 013afcon"/> Domare: Bakary Gassama (Gambia) |

| 15          | 26 januari 2013 | Elfenbenskusten                                 | 3 – 0   | Tunisien | Royal Bafokeng Stadium                                                                           |                                                                                                  |
| 17:00 UTC+2 | 17:00 UTC+2     | Gervinho 21′ Yaya Touré 87′ Didier Ya Konan 90′ | Rapport |          | Rustenburg Publik: 20 000<refname="espn2 013afcon"/> Domare: Rajindraparsad Seechurn (Mauritius) | Rustenburg Publik: 20 000<refname="espn2 013afcon"/> Domare: Rajindraparsad Seechurn (Mauritius) |
| 17:00 UTC+2 | 17:00 UTC+2     |                                                 |         |          | Rustenburg Publik: 20 000<refname="espn2 013afcon"/> Domare: Rajindraparsad Seechurn (Mauritius) | Rustenburg Publik: 20 000<refname="espn2 013afcon"/> Domare: Rajindraparsad Seechurn (Mauritius) |
| 17:00 UTC+2 | 17:00 UTC+2     |                                                 |         |          | Rustenburg Publik: 20 000<refname="espn2 013afcon"/> Domare: Rajindraparsad Seechurn (Mauritius) | Rustenburg Publik: 20 000<refname="espn2 013afcon"/> Domare: Rajindraparsad Seechurn (Mauritius) |

| 16          | 26 januari 2013 | Algeriet | 0 – 2           | Togo                                  | Royal Bafokeng Stadium                                                                        |                                                                                               |
| 20:00 UTC+2 | 20:00 UTC+2     |          | (0 – 1) Rapport | 31′ Emmanuel Adebayor 90+3′ Dové Wome | Rustenburg Publik: 35 000<refname="espn2 013afcon"/> Domare: Hamada Nampiandraza (Madagaskar) | Rustenburg Publik: 35 000<refname="espn2 013afcon"/> Domare: Hamada Nampiandraza (Madagaskar) |
| 20:00 UTC+2 | 20:00 UTC+2     |          |                 |                                       | Rustenburg Publik: 35 000<refname="espn2 013afcon"/> Domare: Hamada Nampiandraza (Madagaskar) | Rustenburg Publik: 35 000<refname="espn2 013afcon"/> Domare: Hamada Nampiandraza (Madagaskar) |
| 20:00 UTC+2 | 20:00 UTC+2     |          |                 |                                       | Rustenburg Publik: 35 000<refname="espn2 013afcon"/> Domare: Hamada Nampiandraza (Madagaskar) | Rustenburg Publik: 35 000<refname="espn2 013afcon"/> Domare: Hamada Nampiandraza (Madagaskar) |

| 23          | 30 januari 2013 | Algeriet                                               | 2 – 2           | Elfenbenskusten                     | Royal Bafokeng Stadium                                                                 |                                                                                        |
| 19:00 UTC+2 | 19:00 UTC+2     | Sofiane Feghouli 64′ (str.) El Arbi Hillel Soudani 70′ | (0 – 0) Rapport | 77′ Didier Drogba 81′ Wilfried Bony | Rustenburg Publik: 5 000<refname="espn2 013afcon"/> Domare: Eric Otogo-Castane (Gabon) | Rustenburg Publik: 5 000<refname="espn2 013afcon"/> Domare: Eric Otogo-Castane (Gabon) |
| 19:00 UTC+2 | 19:00 UTC+2     |                                                        |                 |                                     | Rustenburg Publik: 5 000<refname="espn2 013afcon"/> Domare: Eric Otogo-Castane (Gabon) | Rustenburg Publik: 5 000<refname="espn2 013afcon"/> Domare: Eric Otogo-Castane (Gabon) |
| 19:00 UTC+2 | 19:00 UTC+2     |                                                        |                 |                                     | Rustenburg Publik: 5 000<refname="espn2 013afcon"/> Domare: Eric Otogo-Castane (Gabon) | Rustenburg Publik: 5 000<refname="espn2 013afcon"/> Domare: Eric Otogo-Castane (Gabon) |

| 24          | 30 januari 2013 | Togo            | 1 – 1           | Tunisien                  | Mbombela Stadium                                                                      |                                                                                       |
| 19:00 UTC+2 | 19:00 UTC+2     | Serge Gakpé 13′ | (1 – 1) Rapport | 30′ (str.) Khaled Mouelhi | Nelspruit Publik: 7 500<refname="espn2 013afcon"/> Domare: Daniel Bennett (Sydafrika) | Nelspruit Publik: 7 500<refname="espn2 013afcon"/> Domare: Daniel Bennett (Sydafrika) |
| 19:00 UTC+2 | 19:00 UTC+2     |                 |                 |                           | Nelspruit Publik: 7 500<refname="espn2 013afcon"/> Domare: Daniel Bennett (Sydafrika) | Nelspruit Publik: 7 500<refname="espn2 013afcon"/> Domare: Daniel Bennett (Sydafrika) |
| 19:00 UTC+2 | 19:00 UTC+2     |                 |                 |                           | Nelspruit Publik: 7 500<refname="espn2 013afcon"/> Domare: Daniel Bennett (Sydafrika) | Nelspruit Publik: 7 500<refname="espn2 013afcon"/> Domare: Daniel Bennett (Sydafrika) |

## Slutspel

### Slutspelsträd
|  | Kvartsfinaler   | Kvartsfinaler |                     |       | Semifinaler | Semifinaler |  |  | Final | Final |
|  |                 |               |                     |       |             |             |  |  |       |       |
|  |                 |               |                     |       |             |             |  |  |       |       |
|  |                 |               |                     |       |             |             |  |  |       |       |
|  | Sydafrika       | 1 (1)         |                     |       |             |             |  |  |       |       |
|  | Sydafrika       | 1 (1)         |                     |       |             |             |  |  |       |       |
|  | Mali (str.)     | 1 (3)         |                     |       |             |             |  |  |       |       |
|  | Mali (str.)     | 1 (3)         | Mali                | 1     |             |             |  |  |       |       |
|  |                 |               | Mali                | 1     |             |             |  |  |       |       |
|  |                 | Nigeria       | 4                   |       |             |             |  |  |       |       |
|  | Elfenbenskusten | Nigeria       | 4                   | 1     |             |             |  |  |       |       |
|  | Elfenbenskusten |               |                     | 1     |             |             |  |  |       |       |
|  | Nigeria         | 2             |                     |       |             |             |  |  |       |       |
|  | Nigeria         | 2             | Nigeria             | 1     |             |             |  |  |       |       |
|  |                 |               | Nigeria             | 1     |             |             |  |  |       |       |
|  |                 | Burkina Faso  | 0                   |       |             |             |  |  |       |       |
|  | Burkina Faso    | Burkina Faso  | 0                   | 1     |             |             |  |  |       |       |
|  | Burkina Faso    |               |                     | 1     |             |             |  |  |       |       |
|  | Togo            | 0             |                     |       |             |             |  |  |       |       |
|  | Togo            | 0             | Burkina Faso (str.) | 1 (3) |             |             |  |  |       |       |
|  |                 |               | Burkina Faso (str.) | 1 (3) |             |             |  |  |       |       |
|  |                 | Ghana         | 1 (2)               |       | Bronsmatch  | Bronsmatch  |  |  |       |       |
|  | Ghana           | Ghana         | 1 (2)               | 2     | Bronsmatch  | Bronsmatch  |  |  |       |       |
|  | Ghana           |               |                     | 2     |             |             |  |  |       |       |
|  | Kap Verde       | 0             |                     |       |             |             |  |  |       |       |
|  | Kap Verde       | 0             | Mali                | 3     |             |             |  |  |       |       |
|  |                 |               |                     |       |             |             |  |  |       |       |
|  | Ghana           | 0             |                     |       |             |             |  |  |       |       |
|  | Ghana           | 0             |                     |       |             |             |  |  |       |       |

### Kvartsfinaler
| 25          | 2 februari 2013 | Sydafrika                                                      | 0000 1 – 1 (e.fl.)         | Mali                                          | Moses Mabhida Stadium                                                           |                                                                                 |
| 20:30 UTC+2 | 20:30 UTC+2     | Tokelo Rantie 31′                                              | (1 – 0) Rapport            | 58′ Seydou Keita                              | Durban Publik: 45 000<refname="espn2 013afcon"/> Domare: Néant Alioum (Kamerun) | Durban Publik: 45 000<refname="espn2 013afcon"/> Domare: Néant Alioum (Kamerun) |
| 20:30 UTC+2 | 20:30 UTC+2     |                                                                |                            |                                               | Durban Publik: 45 000<refname="espn2 013afcon"/> Domare: Néant Alioum (Kamerun) | Durban Publik: 45 000<refname="espn2 013afcon"/> Domare: Néant Alioum (Kamerun) |
| 20:30 UTC+2 | 20:30 UTC+2     | Siphiwe Tshabalala Dean Furman May Mahlangu Lehlohonolo Majoro | Straffsparksläggning 1 – 3 | Cheick Diabaté Adama Tamboura Mahamane Traoré | Durban Publik: 45 000<refname="espn2 013afcon"/> Domare: Néant Alioum (Kamerun) | Durban Publik: 45 000<refname="espn2 013afcon"/> Domare: Néant Alioum (Kamerun) |

| 26          | 2 februari 2013 | Ghana                            | 2 – 0           | Kap Verde | Nelson Mandela Bay Stadium                                                                          | |
| 17:00 UTC+2 | 17:00 UTC+2     | Wakaso Mubarak 54′ (str.), 90+5′ | (0 – 0) Rapport |           | Port Elizabeth Publik: 8 000<refname="espn2 013afcon"/> Domare: Rajindraparsad Seechurn (Mauritius) | Port Elizabeth Publik: 8 000<refname="espn2 013afcon"/> Domare: Rajindraparsad Seechurn (Mauritius) |
| 17:00 UTC+2 | 17:00 UTC+2     |                                  |                 |           | Port Elizabeth Publik: 8 000<refname="espn2 013afcon"/> Domare: Rajindraparsad Seechurn (Mauritius) | Port Elizabeth Publik: 8 000<refname="espn2 013afcon"/> Domare: Rajindraparsad Seechurn (Mauritius) |
| 17:00 UTC+2 | 17:00 UTC+2     |                                  |                 |           | Port Elizabeth Publik: 8 000<refname="espn2 013afcon"/> Domare: Rajindraparsad Seechurn (Mauritius) | Port Elizabeth Publik: 8 000<refname="espn2 013afcon"/> Domare: Rajindraparsad Seechurn (Mauritius) |

| 27          | 3 februari 2013 | Burkina Faso           | 0000 1 – 0 (e.fl.) | Togo | Mbombela Stadium                                                                    |                                                                                     |
| 20:30 UTC+2 | 20:30 UTC+2     | Jonathan Pitroipa 105′ | (0 – 0) Rapport    |      | Nelspruit Publik: 27 000<refname="espn2 013afcon"/> Domare: Badara Diatta (Senegal) | Nelspruit Publik: 27 000<refname="espn2 013afcon"/> Domare: Badara Diatta (Senegal) |
| 20:30 UTC+2 | 20:30 UTC+2     |                        |                    |      | Nelspruit Publik: 27 000<refname="espn2 013afcon"/> Domare: Badara Diatta (Senegal) | Nelspruit Publik: 27 000<refname="espn2 013afcon"/> Domare: Badara Diatta (Senegal) |
| 20:30 UTC+2 | 20:30 UTC+2     |                        |                    |      | Nelspruit Publik: 27 000<refname="espn2 013afcon"/> Domare: Badara Diatta (Senegal) | Nelspruit Publik: 27 000<refname="espn2 013afcon"/> Domare: Badara Diatta (Senegal) |

| 28          | 3 februari 2013 | Elfenbenskusten  | 1 – 2           | Nigeria                             | Royal Bafokeng Stadium                                                                  |                                                                                         |
| 17:00 UTC+2 | 17:00 UTC+2     | Cheick Tioté 50′ | (0 – 1) Rapport | 43′ Emmanuel Emenike 78′ Sunday Mba | Rustenburg Publik: 25 000<refname="espn2 013afcon"/> Domare: Djamel Haimoudi (Algeriet) | Rustenburg Publik: 25 000<refname="espn2 013afcon"/> Domare: Djamel Haimoudi (Algeriet) |
| 17:00 UTC+2 | 17:00 UTC+2     |                  |                 |                                     | Rustenburg Publik: 25 000<refname="espn2 013afcon"/> Domare: Djamel Haimoudi (Algeriet) | Rustenburg Publik: 25 000<refname="espn2 013afcon"/> Domare: Djamel Haimoudi (Algeriet) |
| 17:00 UTC+2 | 17:00 UTC+2     |                  |                 |                                     | Rustenburg Publik: 25 000<refname="espn2 013afcon"/> Domare: Djamel Haimoudi (Algeriet) | Rustenburg Publik: 25 000<refname="espn2 013afcon"/> Domare: Djamel Haimoudi (Algeriet) |

### Semifinaler
| 29          | 6 februari 2013 | Mali              | 1 – 4           | Nigeria                                                                        | Moses Mabhida Stadium                                                            |                                                                                  |
| 17:00 UTC+2 | 17:00 UTC+2     | Cheick Diarra 75′ | (0 – 3) Rapport | 25′ Uwa Elderson Echiéjilé 30′ Brown Ideye 44′ Emmanuel Emenike 60′ Ahmed Musa | Durban Publik: 54 000<refname="espn2 013afcon"/> Domare: Bakary Gassama (Gambia) | Durban Publik: 54 000<refname="espn2 013afcon"/> Domare: Bakary Gassama (Gambia) |
| 17:00 UTC+2 | 17:00 UTC+2     |                   |                 |                                                                                | Durban Publik: 54 000<refname="espn2 013afcon"/> Domare: Bakary Gassama (Gambia) | Durban Publik: 54 000<refname="espn2 013afcon"/> Domare: Bakary Gassama (Gambia) |
| 17:00 UTC+2 | 17:00 UTC+2     |                   |                 |                                                                                | Durban Publik: 54 000<refname="espn2 013afcon"/> Domare: Bakary Gassama (Gambia) | Durban Publik: 54 000<refname="espn2 013afcon"/> Domare: Bakary Gassama (Gambia) |

| 30          | 6 februari 2013 | Burkina Faso                                           | 0000 1 – 1 (e.fl.)         | Ghana                                                                              | Mbombela Stadium                                                                   |                                                                                    |
| 20:30 UTC+2 | 20:30 UTC+2     | Aristide Bancé 60′                                     | (0 – 1) Rapport            | 13′ (str.) Wakaso Mubarak                                                          | Nelspruit Publik: 35 000<refname="espn2 013afcon"/> Domare: Slim Jedidi (Tunisien) | Nelspruit Publik: 35 000<refname="espn2 013afcon"/> Domare: Slim Jedidi (Tunisien) |
| 20:30 UTC+2 | 20:30 UTC+2     |                                                        |                            |                                                                                    | Nelspruit Publik: 35 000<refname="espn2 013afcon"/> Domare: Slim Jedidi (Tunisien) | Nelspruit Publik: 35 000<refname="espn2 013afcon"/> Domare: Slim Jedidi (Tunisien) |
| 20:30 UTC+2 | 20:30 UTC+2     | Bakary Koné Henri Traoré Paul Koulibaly Aristide Bancé | Straffsparksläggning 3 – 2 | Isaac Vorsah Christian Atsu Harrison Afful Emmanuel Clottey Emmanuel Agyemang-Bado | Nelspruit Publik: 35 000<refname="espn2 013afcon"/> Domare: Slim Jedidi (Tunisien) | Nelspruit Publik: 35 000<refname="espn2 013afcon"/> Domare: Slim Jedidi (Tunisien) |

### Bronsmatch
| 31          | 9 februari 2013 | Mali                                                       | 3 – 1           | Ghana              | Nelson Mandela Bay Stadium                                                                 |                                                                                            |
| 20:00 UTC+2 | 20:00 UTC+2     | Mamadou Samassa 21′ Seydou Keita 48′ Sigamary Diarra 90+4′ | (1 – 0) Rapport | 82′ Kwadwo Asamoah | Port Elizabeth Publik: 6 000<refname="espn2 013afcon"/> Domare: Eric Otogo-Castane (Gabon) | Port Elizabeth Publik: 6 000<refname="espn2 013afcon"/> Domare: Eric Otogo-Castane (Gabon) |
| 20:00 UTC+2 | 20:00 UTC+2     |                                                            |                 |                    | Port Elizabeth Publik: 6 000<refname="espn2 013afcon"/> Domare: Eric Otogo-Castane (Gabon) | Port Elizabeth Publik: 6 000<refname="espn2 013afcon"/> Domare: Eric Otogo-Castane (Gabon) |
| 20:00 UTC+2 | 20:00 UTC+2     |                                                            |                 |                    | Port Elizabeth Publik: 6 000<refname="espn2 013afcon"/> Domare: Eric Otogo-Castane (Gabon) | Port Elizabeth Publik: 6 000<refname="espn2 013afcon"/> Domare: Eric Otogo-Castane (Gabon) |

### Final
| 32          | 10 februari 2013 | Nigeria        | 1 – 0           | Burkina Faso | FNB Stadium                                                                               |                                                                                           |
| 20:00 UTC+2 | 20:00 UTC+2      | Sunday Mba 40′ | (1 – 0) Rapport |              | Johannesburg Publik: 85 000<refname="espn2 013afcon"/> Domare: Djamel Haimoudi (Algeriet) | Johannesburg Publik: 85 000<refname="espn2 013afcon"/> Domare: Djamel Haimoudi (Algeriet) |
| 20:00 UTC+2 | 20:00 UTC+2      |                |                 |              | Johannesburg Publik: 85 000<refname="espn2 013afcon"/> Domare: Djamel Haimoudi (Algeriet) | Johannesburg Publik: 85 000<refname="espn2 013afcon"/> Domare: Djamel Haimoudi (Algeriet) |
| 20:00 UTC+2 | 20:00 UTC+2      |                |                 |              | Johannesburg Publik: 85 000<refname="espn2 013afcon"/> Domare: Djamel Haimoudi (Algeriet) | Johannesburg Publik: 85 000<refname="espn2 013afcon"/> Domare: Djamel Haimoudi (Algeriet) |

## Vinnare
| Mästare i afrikanska mästerskapet 2013        |
| --------------------------------------------- |
| Nigerias herrlandslag i fotboll Tredje titeln |

## Spelarutmärkelser
Följande utmärkelser gavs ut under turneringen:
Orange Turneringens spelare
- Jonathan Pitroipa

Pepsi Turneringens bästa målskytt
- Emmanuel Emenike

Samsung Turneringens mest "Fair Play"-spelare
- Victor Moses

Nissan Turneringens mål
- Youssef Msakni mot Algeriet

Turneringens lag
| Målvakter       | Försvarare                    | Mittfältare                                                               | Anfallare                     |
| --------------- | ----------------------------- | ------------------------------------------------------------------------- | ----------------------------- |
| Vincent Enyeama | Bakary Koné Nando Efe Ambrose | Jonathan Pitroipa Wakaso Mubarak Seydou Keita John Obi Mikel Victor Moses | Asamoah Gyan Emmanuel Emenike |

## Målgörare
4 mål
| - Emmanuel Emenike | - Wakaso Mubarak |  |

3 mål
| - Alain Traoré | - Seydou Keita |  |

2 mål
| - Jonathan Pitroipa - Dieumerci Mbokani - Gervinho | - Yaya Touré - Kwadwo Asamoah - Mahamadou Samassa | - Sunday Mba - Victor Moses - Siyabonga Sangweni |

1 mål
| - Sofiane Feghouli - El Arbi Hillel Soudani - Aristide Bancé - Djakaridja Koné - Platini - Héldon Ramos - Fernando Varela - Trésor Mputu - Wilfried Bony - Didier Drogba - Cheick Tioté - Didier Ya Konan | - Adane Girma - Emmanuel Agyemang-Badu - Christian Atsu Twasam - John Boye - Asamoah Gyan - Cheick Fantamady Diarra - Sigamary Diarra - Issam El Adoua - Youssef El-Arabi - Abdelilah Hafidi - Uwa Elderson Echiéjilé - Brown Ideye | - Ahmed Musa - May Mahlangu - Lehlohonolo Majoro - Tokelo Rantie - Emmanuel Adebayor - Jonathan Ayité - Serge Gakpé - Dové Wome - Khaled Mouelhi - Youssef Msakni - Collins Mbesuma - Kennedy Mweene |